# 等斑巨牙天竺鯛
等斑巨牙天竺鯛（學名：Cheilodipterus isostigma），又稱等斑巨齒天竺鯛，為輻鰭魚綱鈎頭魚目天竺鯛科巨牙天竺鯛屬下的一個種，分布於西太平洋區，包括南中國海、菲律賓、婆羅洲、新幾內亞、所羅門群島、馬紹爾群島海域，深度4至50公尺，本魚體延長，呈長橢圓形，頭大、眼大、口大且斜裂，具犬齒，鋤骨和腭骨通常具齒，前鰓蓋骨邊緣具鋸齒，體被櫛鱗，體色蒼白色，頭部淡黃色，體側有4條深棕色綜紋，尾柄部有一鑲黃邊的黑斑，背鰭硬棘7枚、背鰭軟條9枚、臀鰭硬棘2枚、臀鰭軟條8枚，體長可達11公分，棲息在鹿角珊瑚生長的潟湖，小群活動，肉食性，以小魚為食，繁殖期時，雄魚具有口孵習性，卵約7日化成仔魚，由雄魚吐出，具短暫的仔魚飄浮期，生活習性不明。